# Ligne Wadamisaki
La ligne Wadamisaki (和田岬線, Wadamisaki-sen) est une petite ligne ferroviaire japonaise exploitée par la West Japan Railway Company (JR West) dans la ville de Kobe au Japon. Elle relie la gare de Hyōgo à celle de Wadamisaki. Cette ligne est une branche de la ligne Sanyō.

## Description de la ligne
La ligne longue de 2,7 km relie la gare de Hyōgo à la gare de Wadamisaki se trouvant sur la petite île du Cap de Wadamisaki. Elle ne dispose pas de gare intermédiaire. Autrefois une petite gare, la gare de Kanebōmae, se situait sur cette ligne mais elle fut fermée en 1962. Elle se trouvait à 1,6 km de la gare de Hyōgo. En 2011, la ligne fut électrifiée.

## Histoire
Le 8 juillet 1890, la ligne est inaugurée en tant qu'embranchement ferroviaire pour le transport de marchandises par la Sanyo Railway. En 1962, ferme la dernière gare entre les deux terminus de la ligne. En 1980, c'est le fret qui est stoppé sur cette ligne. Le 17 janvier 1995, la gare est fermée à cause du séisme de 1995 à Kobe,  le service reprendra un mois après. Depuis le 1er juillet 2001, la ligne est entièrement électrifiée.

## Liste des gares
Toute la ligne se trouve dans la ville de Kobe, dans la préfecture de Hyogo
| Gare           | Gare            | Distance (km) | Correspondances                                |
| Nom de la Gare | Nom en japonais | Depuis Hyōgo  | Correspondances                                |
| -------------- | --------------- | ------------- | ---------------------------------------------- |
| Hyōgo          | 兵庫駅          | 0,0           | JR West - Ligne Sanyō ( A Ligne JR Kobe）      |
| Wadamisaki     | 和田岬駅        | 2,7           | Métro municipal de Kobe - Ligne Kaigan ( K06 ) |

## Matériel roulant

### En Service

#### Électrique
- Série 103
- Série 207

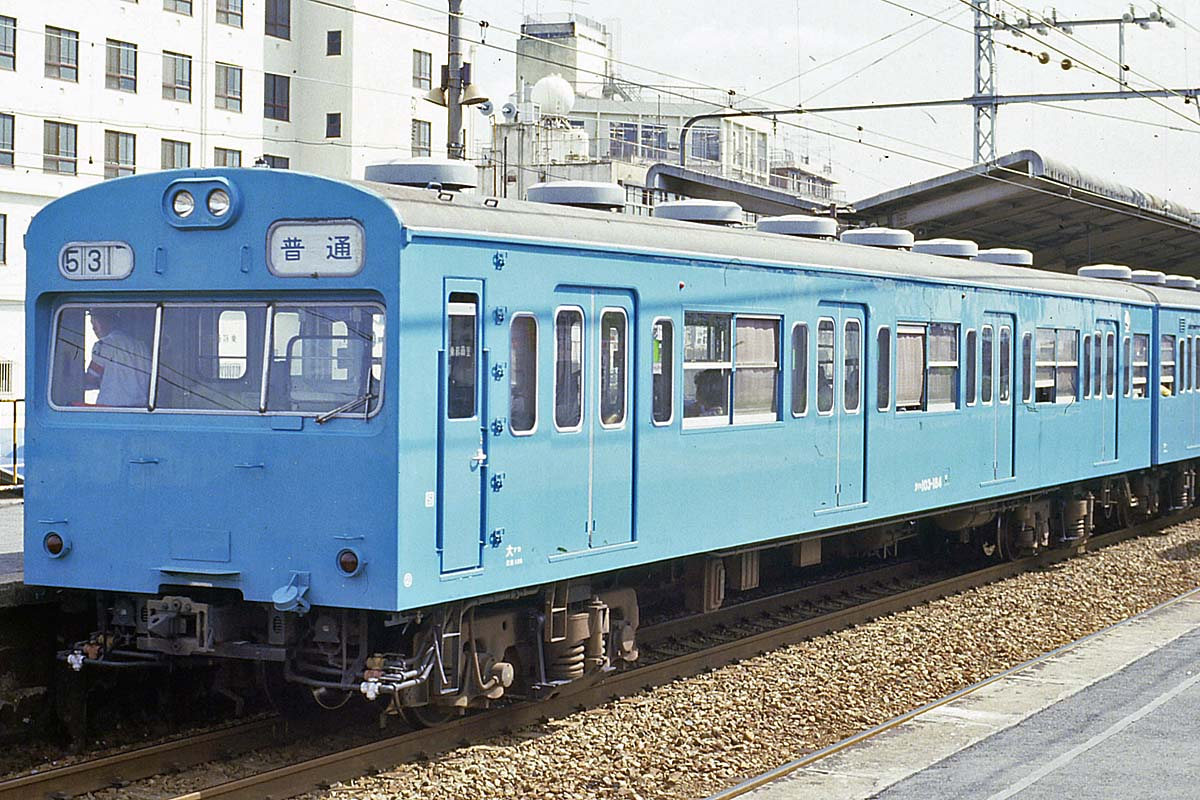
série 103
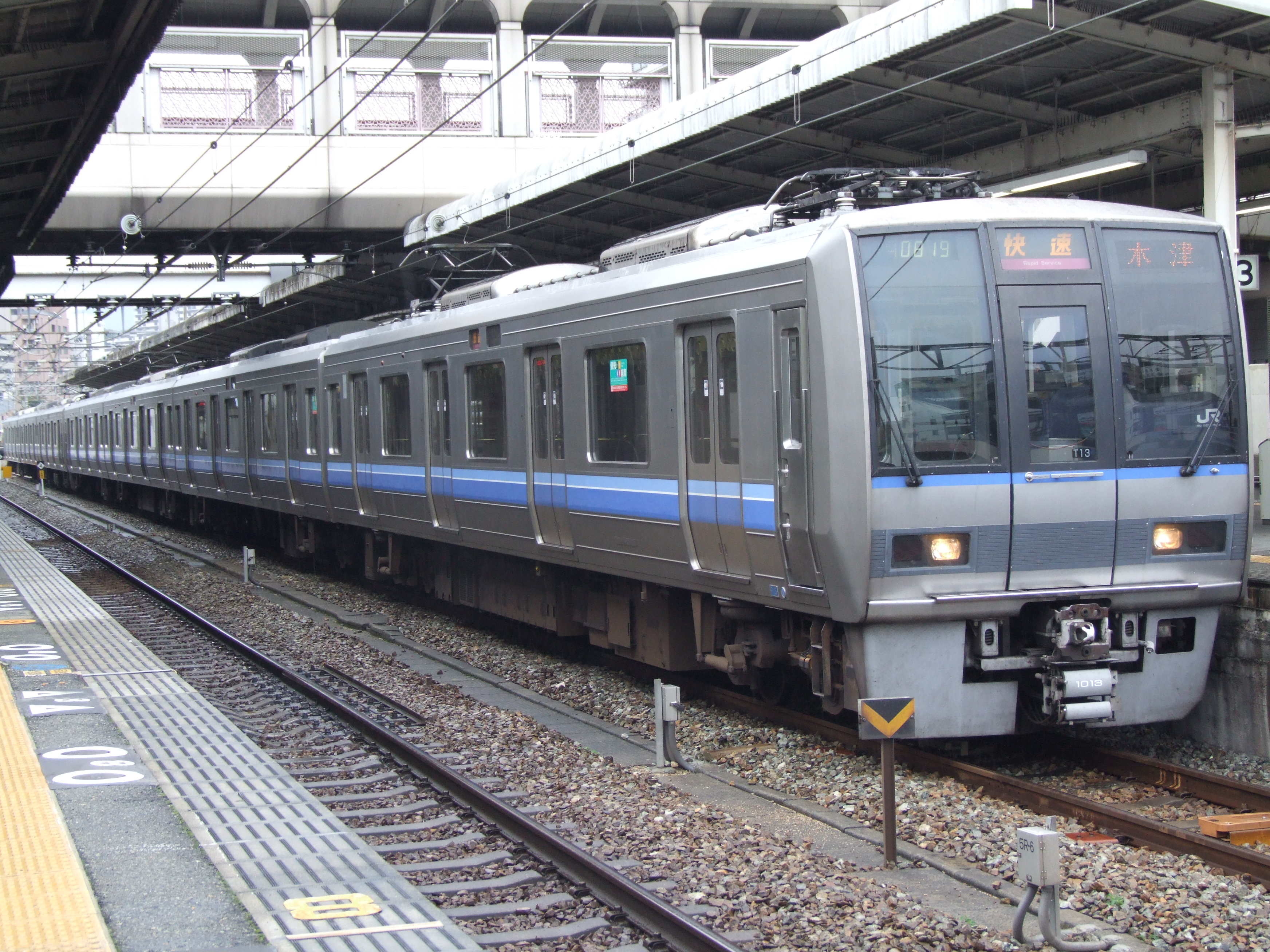
série 207

### Ancien Service

#### Diesel
- Série  DE10
- Série SuHa 43
- Série KiHa 35

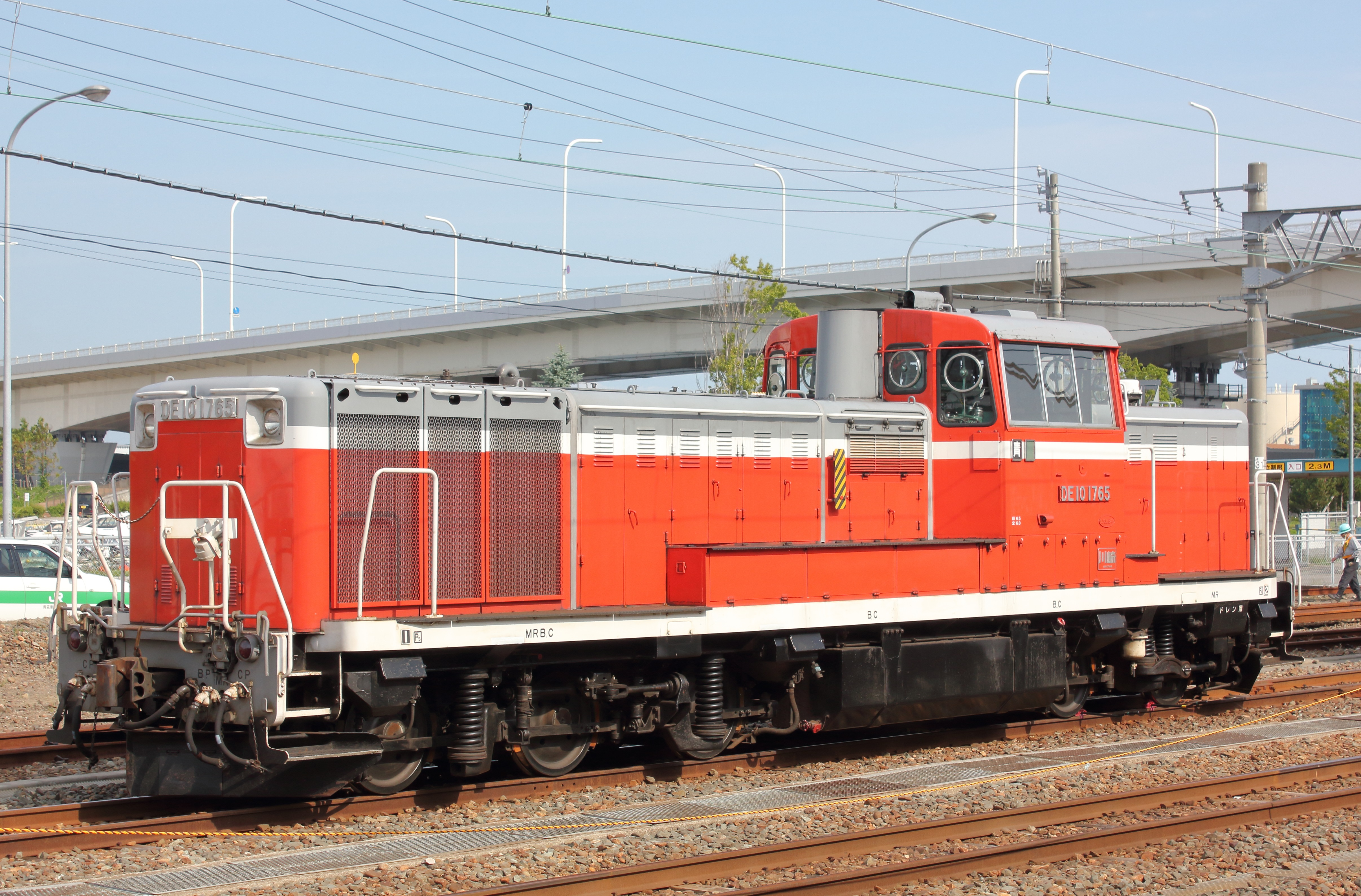
série DE10
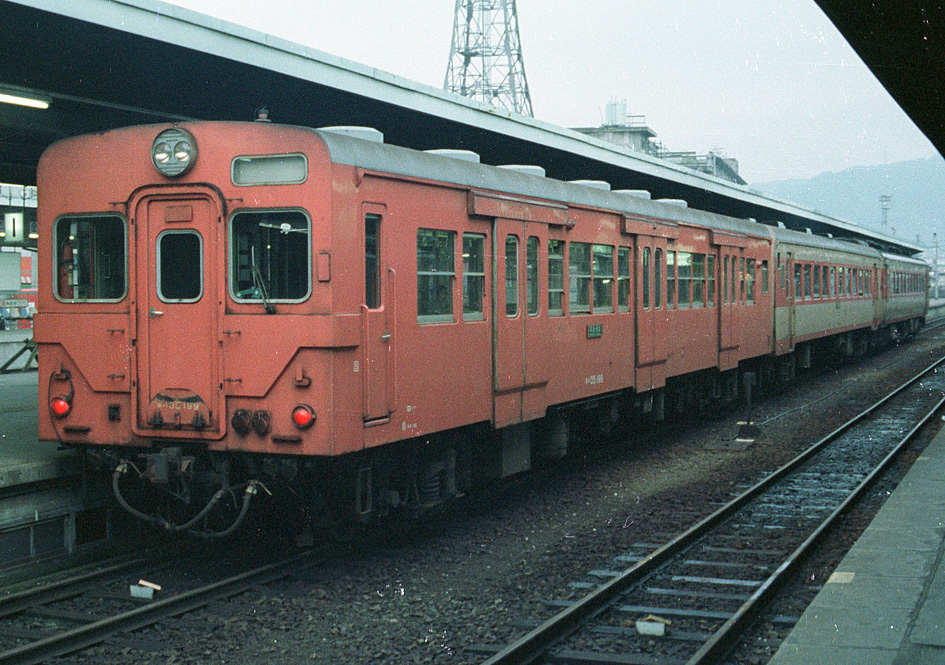
série KiHa 35
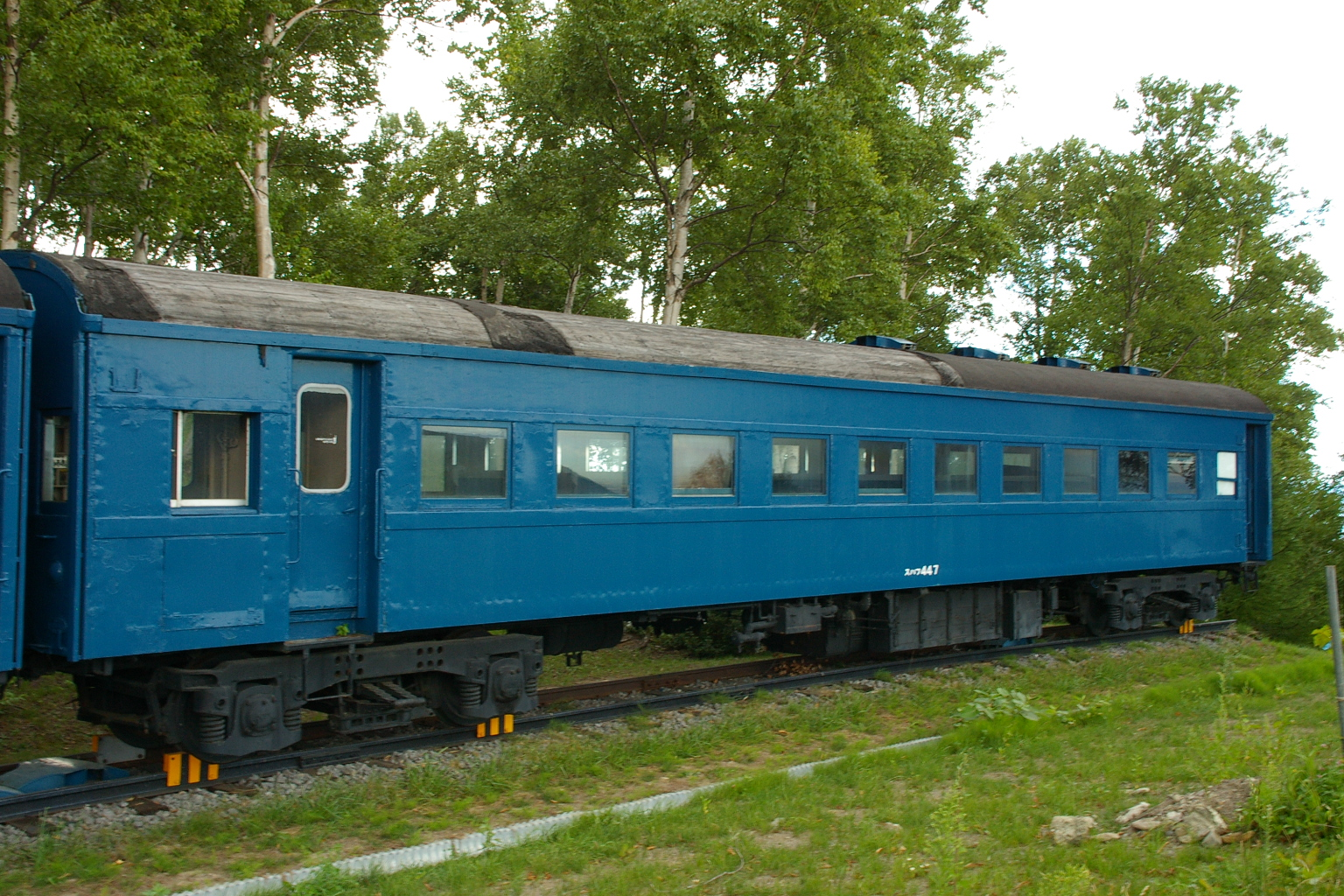
série SuHa 43